# اختبار اليورياز السريع
اختبار اليورياز السريع المعروف أيضًا باسم إختبار CLO (اختبار الكائن الحي الشبيه بالعطيفة)، هو اختبار تشخيصي سريع لتشخيص بكتيريا الملتوية البوابية. أساس الاختبار هو قدرة بكتيريا الملتوية البوابية على إفراز إنزيم اليورياز، والذي يحفز تحويل اليوريا إلى الأمونيا وثاني أكسيد الكربون.

## معالجة
يتم إجراء الاختبار في وقت تنظير المعدة. حيث يتم أخذ خزعة من الغشاء المخاطي من غشاء المعدة، ويتم وضعها في وسط يحتوي على اليوريا وكاشف مثل أحمر الفينول. اليورياز الذي تنتجه بكتيريا الملتوية البوابية يحلل اليوريا إلى الأمونيا، مما يرفع درجة الحموضة في الوسط، ويغير لون العينة من الأصفر (السلبي) إلى الأحمر (الإيجابي).
من بين أنواع مختلفة من اختبارات اليورياز السريعة (القائمة على السائل، والهلام، والبرد الجاف) هناك نوع مصمم مع عنصر حساس لطبقة واحدة - طبقة مشربة في وقت واحد مع اليوريا وتكوين المؤشر. يحمل هذا التصميم خطر نتيجة إيجابية كاذبة بسبب قيمة الرقم الهيدروجيني لخزعة المعدة عند وضعها على العنصر الحساس. يمكن أن يؤدي إفراز اللعاب المفرط والارتجاع المراري القلوي إلى المعدة إلى تحويل قيمة الأس الهيدروجيني لخزعة المعدة إلى القلوية. الأدوية التي تقلل من حموضة المعدة تساهم أيضًا في النتائج الإيجابية الكاذبة الناتجة عن القلوية. في كل من هذه الحالات، سيتم تحويل الرقم الهيدروجيني للخزعة إلى الجانب القلوي. كل هذه العوامل قد تؤدي إلى تلوين غير مستهدف للعنصر الحساس في اختبار اليورياز السريع أحادي الطبقة. سوف يتغير لون المؤشر ليس في سياق التفاعل الإنزيمي، والذي يؤدي بعد ذلك إلى قلوية الوسط نتيجة لتكوين الأمونيا، ولكن تحت تأثير الأس الهيدروجيني لخزعة المعدة.

## اختبار اليورياز الانتقائي
تختلف اختبارات اليورياز الانتقائية عن اختبارات اليورياز السريعة أحادية الطبقة من خلال تصميمها وحساسيتها ونوعيتها الأعلى. على النقيض من اختبارات اليورياز السريعة أحادية الطبقة، تحتوي اختبارات اليورياز الانتقائية على عدة طبقات، مما يتيح تفاعلات إنزيمية ومؤشرات منفصلة. يتم وضع العينة على الطبقة الأولى المشربة باليوريا. تخترق الأمونيا التي تتشكل أثناء التحلل المائي لليوريا بواسطة اليورياز عبر غشاء انتقائي خاص للطبقة المشربة بتكوين المؤشر. وفقًا لذلك، يحدث تغير اللون مباشرة أثناء التفاعل الإنزيمي. هذا يتجنب تأثير قيمة الرقم الهيدروجيني للعينة (خزعة المعدة) على نتيجة اختبار اليورياز الانتقائي، والذي يقضي فعليًا على حدوث نتائج إيجابية كاذبة. إذا تم تحويل قيمة الرقم الهيدروجيني للعينة إلى الجانب الحمضي، على سبيل المثال، في حالة زيادة حموضة عصير المعدة، فإن هذا لا يشوه أيضًا نتيجة اختبار اليورياز الانتقائي. بعض اختبارات اليورياز الانتفائية الحديثة يمكنها إظهار النتيجة السالبة في وقت قياسي يصل إلى خمس دقائق فقط. كما يتيح بعضها اختبار عدة خزعات في آن معاً. 

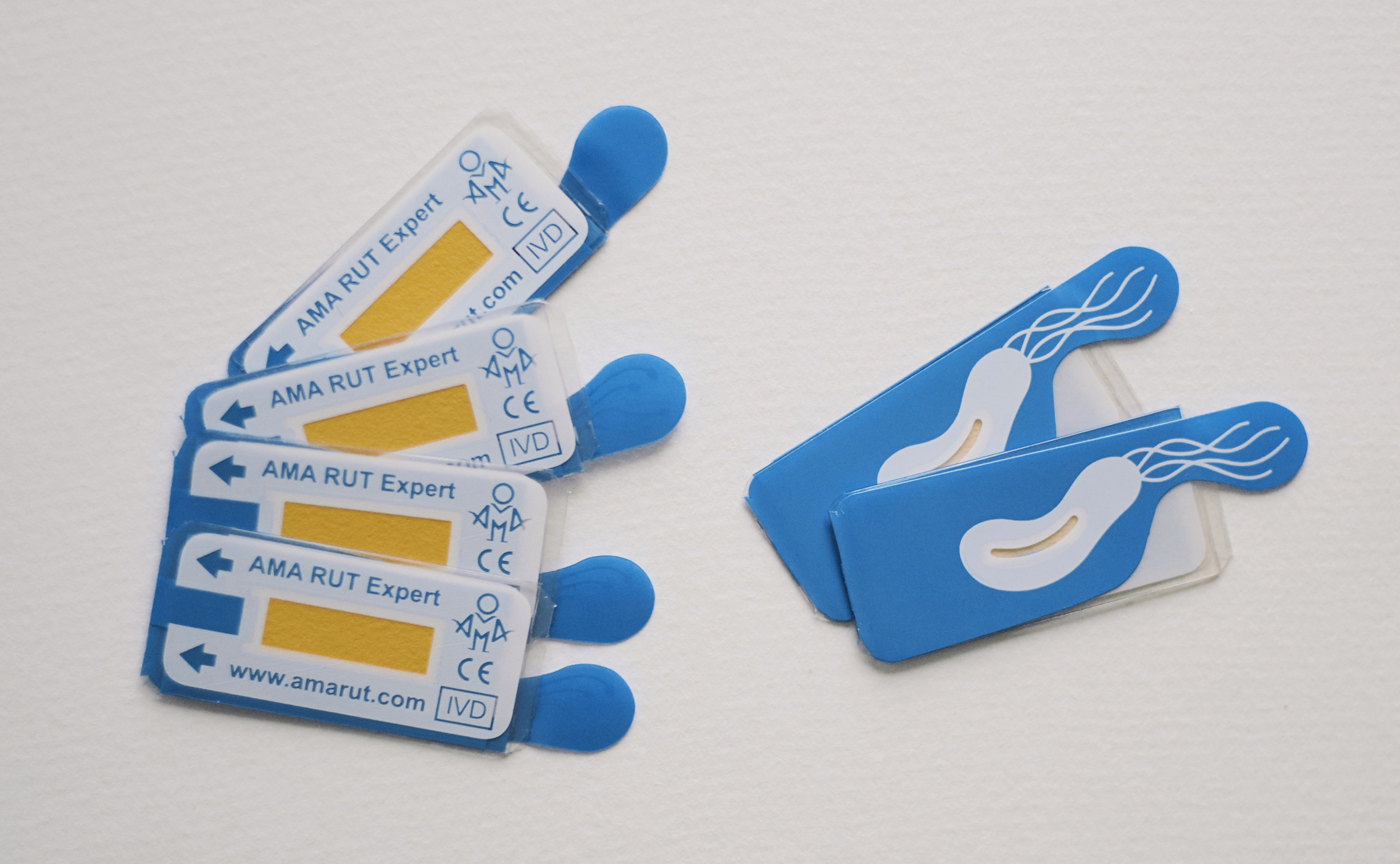
اختبار يورياز سريع يتيح فحص عدة خزعات في آن معاً.

## محددات
هناك أدلة تشير إلى أن بكتيريا الملتوية البوابية تتحرك بالقرب من المعدة في المرضى الذين يتلقون العلاج بمثبطات مضخة البروتون، وعلى هذا النحو، يجب أخذ عينات من قاع المعدة وجسم المعدة في هؤلاء المرضى.
النزيف المعدي المعوي النشط يقلل من دقة الاختبار.
خصوصية وحساسية هذا الاختبار عالية مقارنة مع الفحص النسيجي المرضي أو اختبار تنفس اليوريا. غالبًا ما يتم الاختبار كجزء من تشخيصات نقطة الرعاية، للقضاء على الوقت والنفقات المطلوبة للكشف عن بكتيريا الملتوية البوابية في اختبار علم الأمراض.